# Standard Six
La Six, o 6 hp, è stata un'autovettura prodotta dalla Standard nel 1903. È stato il primo modello prodotto dalla casa automobilistica di Coventry.
Possedeva una carrozzeria torpedo a quattro posti, ed aveva installato un motore monocilindrico a valvole laterali da 1.006 cm³ di cilindrata. L'alesaggio e la corsa erano, rispettivamente, di 127 mm e 76 mm.  Il modello era a trazione posteriore. La potenza e la coppia erano trasmesse alle ruote posteriori tramite un albero di trasmissione. Posteriormente possedeva una seconda fila di sedili a panca, sopra la quale poteva essere estesa una capote. 
Già nell'anno seguente il lancio, il modello venne sostituito dalla 12/15.